# Gianluca Cascioli
Gianluca Cascioli (Torino, 17 luglio 1979) è un compositore e pianista italiano.

## Biografia
Ha studiato composizione presso il Conservatorio Giuseppe Verdi di Torino e pianoforte con Franco Scala. Nel 1994 Cascioli vinse il Concorso Internazionale di Pianoforte Umberto Micheli, la cui giuria includeva Luciano Berio, Elliott Carter, Charles Rosen e Maurizio Pollini. Il premio prevedeva anche un contratto con la Deutsche Grammophon, per la quale ha inciso tre CD.
Suonò come pianista per la Filarmonica di Berlino, la Boston Symphony Orchestra, la Chicago Symphony Orchestra, la Royal Concertgebouw Orchestra, la New York Philharmonic, la Filarmonica di Vienna e molte altre orchestra. Lavorò anche con i seguenti direttori d'orchestra: Claudio Abbado, Roberto Abbado, Myung-Whun Chung, Riccardo Muti, Lorin Maazel, Valery Gergiev, Zubin Mehta, Mstislav Rostropovich, Neville Marriner e molti altri. I suoi partner di musica da camera hanno incluso Maxim Vengerov, Mstislav Rostropovich, Stefano Mollo, Berlin Philharmonic Octet e molti altri.
Ha diretto la Deutsche Kammerorchester di Francoforte, e tra le sue composizioni vi è: Sonatina (2004) suonata presso il Musikfest di Amburgo, Variazioni per il pianoforte, suonata in Giappone e Sinfonia, suonata in Italia.
La sua discografia comprende tre CD per la DG, una registrazione della versione originale del Concerto per pianoforte e orchestra di Schumann con Mario Venzago, un CD con musiche di Chopin per Decca, un CD con i preludi di Debussy e molti altri.